# لورنس باورز
لورنس باورز (19 أبريل 1990 بممفيس في الولايات المتحدة - ) (بالإنجليزية: Laurence Bowers)‏ هو لاعب كرة سلة أمريكي في مركز هجوم قوي الجسم. لعب مع Missouri Tigers men's basketball ‏.

## وصلات خارجية
- لورنس باورز على موقع كرة السلة الأوروبية.كوم (الإنجليزية)
- لورنس باورز على موقع DraftExpress.com (الإنجليزية)
- لورنس باورز على موقع كلية كرة السلة في سبورتس رفرنس.كوم (الإنجليزية)
- لورنس باورز على موقع ريلجم (الإنجليزية)
- لورنس باورز على موقع بروبوليرز (الإنجليزية)
- لورنس باورز على موقع سبورتس رفرنس (الإنجليزية)